# Höra kyrka
Höra kyrka uppfördes under medeltiden på en höjd intill en bäckravin vid stommen Höra i Höra församling (från 1803 Järpås socken). Höra socken/församling omnämns första gången år 1430. Anläggningen revs år 1803 och inte många spår finns kvar ovan jord, förutom en minnessten som är rest i senare tid.

## Kyrkobyggnaden
Den ursprungliga byggnaden bestod av ett långhus och ett mindre rakslutet kor. Byggnaden var 25 alnar lång. Till byggmaterial användes trä på en stensockel. Utvändigt var kyrkan täckt med spån. Den visar viss likhet med Södra Råda gamla kyrka och kan av den anledningen dateras till 1300- eller 1400-talet. År 1921 påträffades en liljesten som kan knytas till Höra kyrkplats vilket gör att man kan förmoda en kyrkbyggnad här redan under 1200-talet.   
Ingången har varit i södra väggen nära västra gaveln. Framför ingången uppfördes senare ett vapenhus av knuttimmer med port i söder. Ovanför denna en rund ljusöppning. En sakristia tillbyggdes år 1733 och var även den förmodligen av trä. En avbildning från 1600-talet visar att långhuset hade två fönster på södra sidan samt ett i koret. På norra sidan fanns dessutom ett fönster. Golvet inne i kyrkan täcktes vid 1700-talets mitt av kalkstenshällar från Kinnekulle. 
Vid 1700-talets slut ansågs byggnaden vara i behov av restaurering. Men församlingen ville hellre riva kyrkan och ansluta sig till Järpås församling. När detta förverkligades år 1803 såldes byggnader, inventarier och kyrkogård. Själva kyrkobyggnaden inköptes av en bonde som lät flytta den och använde den som stuga på gården Fagervälle i Gillstad. När byggnaden slutligen revs för gott år 1921 påträffades bottensyllarna av ek med hophuggningar för knutar och skarvar, samt märken efter södra kyrkdörren. Ytterligare påträffades en oljemålad planka från innertaket med blågråa moln och delar av änglafigurer.

## Kyrkogården
Kyrkobalken utgjordes av en kallmur med 48 alnar långa sidor. I öst fanns en stenport vars uppförande bekostades av Erland Kafle. Den bestod nedtill av två stycken en meter höga fyrkantiga stolpar av sandsten, med runda hörn nedtill och rundade med konisk avslutning upptill. Klockan hängde i en klockstapel av öppen konstruktion. År 1723 uppfördes en ny stapel med okänt utseende. Klockan saknade inskription och år 1804 såldes den till Längjums kyrka. Redan vid 1600-talets senare hälft hade man upphört att begrava de döda på kyrkogården. Detta gjordes istället på Järpås kyrkogård, då marken i Höra var för sur.
På den öde kyrkplatsen i Höra vittnar nu endast en samling marksten att här funnits en byggnad. År 1957 restes en minnessten på platsen. Stenporten blev efter kyrkans raserande trädgårdsport i Toketorp Kristiansgården, men återfördes 1957 till sin ursprungliga plats.

## Höra socken
Socknen hade namn efter den forna kyrkbyn Höra och bestod 1568 av sex hela hemman. Under medeltiden hade kyrkan en prästgård som hette Stommen. Efter reformationen indrogs Stommen till kronan som dock avhände den till skattefrälse. Den bestod av 1 mantal.